# Bastawad, Hukeri
Bastawad là một làng thuộc tehsil Hukeri, huyện Belgaum, bang Karnataka, Ấn Độ.